# Hieracium rohacsense
Hieracium rohacsense là một loài thực vật có hoa trong họ Cúc. Loài này được Kit. mô tả khoa học đầu tiên năm 1863.